# 莱斯普拉内斯德奥斯托莱斯
莱斯普拉内斯德奥斯托莱斯，是西班牙加泰罗尼亚赫罗纳省的一个市镇。总面积37平方公里，总人口1722人（2001年），人口密度47人/平方公里。